# あにき (1992年のテレビドラマ)
『あにき』は、TBS系列の「月曜ドラマスペシャル」で1992年5月18日に放送されたテレビドラマ。

## キャスト
- 修二 - 渡辺謙
- 原日出子
- 亮 - 角田英介
- 香奈 - 山下容莉枝
- 照井暁
- 大川正堅
- 河内涼
- 山越匡
- 山本奈々
- 千種かおる
- 石倉三郎
- 矢崎滋
- もたいまさこ
- 鳴海保彦 - 蟹江敬三
- 星野清作 - 小林桂樹
- 星野茂子 - 山岡久乃

## スタッフ
- 脚本 - 関根俊夫
- プロデューサー - 中川善晴
- 音楽 - 城之内ミサ
- 演出 - 清弘誠